# William Stainton Moses
Pour les articles homonymes, voir Moses.
William Stainton Moses (né le 5 novembre 1839 à Donnington près de Lincoln et décédé le 5 septembre 1892 à Bedford) est un ecclésiastique et spiritualiste anglais.

## Biographie
Fils d'un instituteur, William Stainton Moses fait ses études à la Bedford School, une public school puis à la University College School, un établissement secondaire dépendant de l'Université de Londres et enfin à l'Exeter College, Oxford.
Il est prêtre anglican de 1863 à 1870, plutôt du courant High Church. 
Dès 1872, il assiste à sa première « séance » et se rend rapidement compte de ses propres capacités médiumniques et s'engage dans le spiritualisme. Il est surtout connu pour son écriture automatique, mais il pouvait susciter des coups, de la lumière, des parfums, de la musique. Il pouvait faire apparaître des objets, matérialiser des mains d'esprits et faire de la lévitation (d'objets et de lui-même). Les esprits avec qui il communiquait étaient supposés être les prophètes Élie, Malachie, Ézéchiel ou Daniel mais aussi saint Jean Baptiste, Platon, Aristote, et plus récents Mendelssohn, Beethoven, Swedenborg, Benjamin Franklin, Napoléon III, le président des États-Unis Garfield ainsi que son maître Samuel Wilberforce. Il publia les résultats de ses expériences de médium dans Spirit Teachings et Spirit Identity qui sont considérés comme la « Bible » du spiritualisme britannique. Il devint le rédacteur en chef de la revue spiritualiste Light.
Cependant, ses réalisations de médium se firent toujours dans un cercle très restreint d'amis très proches : principalement son médecin, la femme de celui-ci et leur fils, les Speer avec parfois la présence d'un autre ami très proche F. W. Percival. Les critiques de Moses évoquent la possibilité d'une sorte d'hypnose collective d'un public favorable.
William Stainton Moses essaya longtemps de concilier son intérêt spiritualiste et son anglicanisme. Pour lui, les deux n'étaient pas exclusifs
Avec son ouvrage de 1878, Psychography. A Treatise on One of the Objective Forms of Psychic or Spiritual Phenomena, il est l'inventeur du terme « psychographie » en anglais.
En 1882, il participa à la création de la Society for Psychical Research. La même année, il fonda un Ghost Club qui tenait un dîner mensuel et dont les membres devaient raconter, une fois par an, une histoire de fantôme ou une expérience parapsychologique.
De santé plutôt fragile : il décéda de la maladie de Bright en 1892.

### Publications
- Psychography. A Treatise on One of the Objective Forms of Psychic or Spiritual Phenomena, 1878.
- Spirit Teachings, 1883
- Spirit Identity